# Pieter Boomsma
Pieter Boomsma (Sondel, 25 december 1941) is een Nederlands predikant. Hij was de eerste stafwerker van IFES-Nederland, vier jaar preses van de synode van de Gereformeerde Kerken in Nederland en vijf jaar directeur van de christelijke jongerenorganisatie Youth for Christ. Samen met zijn vrouw heeft Boomsma vijf kinderen. Een van hen is televisiepresentator Arie Boomsma.

## Levensloop
De vader van Boomsma, Koos Boomsma, zat in de Tweede Wereldoorlog in het verzet. Hij was commandant van het district Sneek van de Landelijke Onderduikorganisatie. Op maandag 6 november 1944 werd hij doodgeschoten door de Duitsers.
Boomsma studeerde aan de HBS en zat daarna vier jaar bij de luchtmacht. Vervolgens volgde hij de studie theologie aan de Vrije Universiteit in Amsterdam. In deze tijd was hij betrokken bij de christelijke studentenvereniging Ichthus. De laatste jaren van zijn studie combineerde Boomsma met de functie van stafwerker bij de studentenkoepel IFES. In september 1973 werd hij bevestigd in zijn eerste gemeente in Marken. In 1977 volgde hij George Brucks op als directeur van Youth for Christ. In deze tijd kreeg Boomsma te maken met kritiek van het COC dat de jongerenorganisatie tegen homo's was. Zij presenteerden zodoende een zwartboek. In 1978 werd Boomsma predikant in een gemeente in Stiens. Ook was hij één dag in de week predikant in de Gereformeerde Kerk van Hijum-Finkum.
In 1985 werd hij lid van de landelijke synode en van 1991 tot 1995 voorzitter. In deze hoedanigheid was hij betrokken bij het Samen-op-Weg-proces. Boomsma maakte onder meer mee dat de Gereformeerde Bond uit het proces stapte. Dit vond hij persoonlijk moeilijk, omdat hij opeens tegenover mensen stond met wie hij op één geloofslijn zat.
Boomsma werd in 1988 bevestigd als predikant in Apeldoorn en in 1997 in Nijverdal. In 2006 ging hij met emeritaat. Hij hield regelmatig spreekbeurten in het land. Boomsma werd voorzitter van de Stichting Leprazending Nederland en voorzitter van de Raad van Commissarissen van het Friesch Dagblad.
Van zijn hand verschenen publicaties als Fantastisch geloven (1993); God, van wie allemaal? (1997); Het doet je altijd wat (1999); en bijna 25 jaar columns in Centraal Weekblad. Samen met zijn zoon Arie schreef hij in 2005 het boekje De Bijbel, wat vind jij?. Hierin behandelt hij vragen die jongeren stellen over de Bijbel en God. In 2006 verscheen Weerwoord, dat samen met Arie en een andere zoon, Klaas, geschreven was. Eveneens in 2006 publiceerde hij Geloven op maandag, een bundel columns.
- International Standard Name Identifier: 0000 0003 9082 2624
- Nederlandse Thesaurus van Auteursnamen: 068753969
- Virtual International Authority File: 284527797
- WorldCat: E39PBJdMd4mrfvTKF9PCDqV6Kd